# オン・ユア・フィート!
『オン・ユア・フィート!』（On Your Feet!）は、ブロードウェイにあるマーキス・シアターで上演されたジュークボックス・ミュージカル。26回グラミー賞を受賞したグロリア・エステファンとエミリオ・エステファンの夫妻の半生および音楽を基にしている。アレクサンダー・ディネラリスが脚本を担当し、エステファンによって広められたキューバ・フュージョン・ポップの音楽を使用している。「ゲット・オン・ユア・フィート」、「コンガ」、「1-2-3」、「リズムでゲット・ユー」などの曲が使用されている。グロリア作詞、娘エミリー作曲のオリジナル楽曲「"If I Never Got to Tell You"」も使用されている。
2015年夏、ブロードウェイ上演前の公演がシカゴで開幕し、11月5日にブロードウェイで開幕した。批評的にも商業的にも成功の幕開けとなった。海外批評家サークル賞7部門およびトニー賞振付賞にノミネートされた。
2年間ブロードウェイで上演された後、グロリアは複数の海外プロダクションが開幕することを発表した。オランダ・プロダクションが初の海外プロダクションとなった。2017年10月17日、全てオランダ人出演者の公演がユトレヒトにてグロリアとエミリオが出席して開幕した。ほかにドイツ、イタリア、メキシコ、日本、フランスでの上演も発表されている。

## プロダクション

### 2015年、シカゴ
2015年6月2日から7月5日、シカゴにあるオリエンタル・シアターにてジェリー・ミッチェル演出、セルジオ・トルヒーヨ振付により初演された。グロリア役にアナ・ビジャファーニェ、エミリオ役にジョシュ・セガーラが配役された。

### 2015年-2017年、ブロードウェイ
2015年10月5日、マーキス・シアターにてミッチェル演出、トルヒーヨ振付によりプレビュー公演が開幕し、11月5日に正式に開幕した。グロリア役にアナ・ビジャファーニェ、エミリオ役にジョシュ・セガーラ、グロリア・ファハルド役にアンドレア・バーンズ、コンスエロ役にアルマ・クエルボ、リトル・グロリア役にアレクサンドラ・スアレス、ヤング・エミリオ役にエドゥアルド・ヘルナンデスが配役され、出演者は計31名となった。装置デザインはデイヴィッド・ロックウェル、衣裳デザインはエミリオ・ソーサ、照明デザインはケネス・ポスナーが担当した。2016年7月、プエルトリコの歌手で俳優のエクター・リヴェラがセガーラと交代でエミリオ役に配役された。2017年1月19日、上演500回記念を祝した。8月20日、プレビュー公演34回、本公演746回上演ののちブロードウェイ公演は閉幕した。ブロードウェイで使用された装置や小道具などはオランダ公演で使用された。

### 2017年-、オランダ
2017年10月17日、初の海外公演としてオランダにあるベアトリクス・シアターにてステージ・エンタテイメントのプロデュースによりプレビュー公演が開幕し、2018年6月30日に閉幕する予定となった。音楽は原語のままで、台詞はアラード・ブロムによりオランダ語に翻訳された。グロリア役にVajèn van den Bosch、エミリオ役にJim Bakkum / Tommie Christiaan、グロリア・ファハルド役にNurlaila Karim、コンスエロ役にEllen Eversが配役された。

### 2017年-、全米ツアー
2017年秋、フロリダ州マイアミにて全米ツアー公演が開幕した。
2017年2月6日、グロリアとエミリオはマイアミで行なわれたメディア向けのイベントでツアーの開催を発表した。ブロードウェイでグロリア役代役であったクリスティ・プレイズがグロリア役に配役された。2017年9月22日、ニューヨーク州バッファローでプレビュー公演が開幕し、10月5日、グロリアとエミリオの出身地であるマイアミで本公演が開幕し、80週かけて60都市で巡業することとなった。

### 2019年-、ウエスト・エンド
2019年6月、ウエスト・エンドにあるロンドン・コロシアムにて開幕後、全英およびアイルランド・ツアー公演を行なう。

### 海外プロダクション
アメリカ国外においてもツアー公演を含め上演が行なわれている。スペイン、イタリア、ドイツ、日本、メキシコ、フランスで上演が行なわれる予定となっている。

## あらすじ

### 第1幕
1990年、コンサート開幕前、グロリアのバックダンサーたちがダンスをしながらグロリア、エミリオ、息子ナイーブのいる舞台裏にいざなう("Rhythm is Gonna Get You")。
幼い頃のグロリアはギターの弾き語りを録音し、ベトナム赴任中の父ホセ・ファハルドに贈る("Cuando Salí de Cuba")。グロリアはマイアミのリトル・ハバナで母グロリア・ファハルド、祖母コンスエロ・ガルシアと共に暮らし、やがて成長する("Tradición")。
時は経ち、グロリアは祖母コンスエロから、マイアミ・ラテン・ボーイズのエミリオ・エステファンに紹介される。エミリオはリハーサルでグロリア作曲の曲を演奏するよう招待する。グロリアは心理学者を志しており、時間があれば多発性硬化症を患う父親の世話をしていたため、この申し出に躊躇する。祖母の勧めにより、グロリアは母の反対を押し切って妹レベッカ・ファハルド、母、祖母を伴いリハーサルに参加する。心の支えとして妹にそばについてもらいながらグロリアは曲を演奏する("Anything For You")。最初こそ恥ずかしがりスポットライトを浴びるのが居心地悪かったが、エミリオからアドバイスを受け自信をつける("1-2-3")。グロリアはエミリオに惹かれていることに気付き、同時にエミリオもグロリアに惹かれていく("I See Your Smile")。
グロリアの母はグロリアがマイアミ・ラテン・ボーイズに参加することに反対であり、グロリアは母がエミリオを気に入らないことにもいらつく。コンスエロはグロリアの母親も若い頃歌手になりたかったのだと語る。グロリアの母親は昔、21世紀フォックスからシャーリー・テンプルのスペイン語吹替をオファーされていたのだが、父親に禁止されたのである。その後グロリアの母親はクラブで歌っている最中、キューバを出る決心をしたのであった("Mi Tierra")。
グロリアとエミリオはレコード会社の重役であるフィルに新曲を聴いてもらうが、英語であるという理由でリリースを断られる。7月4日の独立記念日、グロリアはエミリオに初めてキスをする("Con Los Años Que Me Quedan")。シングル曲について話し合おうとするが、グロリアはエミリオに夢中で話しにならない("Here We Are")。グロリアは口のきけない父ホセがエミリオについてどう思うか知りたいと願い、父がどのようなアドバイスをしてくれるか想像する("When Someone Comes into Your Life")。オランダでのツアー公演でのアンコール曲を用いて英語の詞で作曲をする。当初クリスはこの曲をフィルに提案しないつもりであったため、グロリアとエミリオは直接フィルに聴かせることにする。フィルが出席することを見込んで、ユダヤ教徒の成人式であるバル・ミツワーで少年ジェレミーのために歌い、イタリア人の結婚式でもこの曲を歌うが、フィルはどちらにも出席しない。ラスベガスで行なわれたフリーメイソンの信者の会合でようやくフィルに聴いてもらうこととなる("Conga")。

### 第2幕
グロリアとエミリオの曲はヒットし、世界ツアーに出る("Get on Your Feet")。グロリアは音楽の道に進むことを応援してくれた祖母に感謝し、ある公演で祖母を舞台に上げる("Live for Loving You")。一方でグロリアは過労に悩み、母親はグロリアが有名になることに最初から反対していただけでなく、嫉妬の感情もあるためか疎遠になる("You'll Be Mine (Party Time)")。グロリアは過労のため2、3日の休暇を願うが、エミリオはグロリアを励ましシラキュースでのコンサートを追加する。道中、吹雪で視界が悪くグロリアらが乗ったバスがトラックトレーラーと衝突する("Famous")。
グロリアはこの事故で背骨を骨折し、緊急脊髄手術のためニューヨークに飛行機で移送される。母親はニュースで事故を知り病院に駆け付け、グロリアの回復を願いエミリオと結束する("If I Never Got to Tell You")。エミリオは手術がうまくいかないのではないかと心配する("Don't Wanna Lose You")。手術中、グロリアは数ヶ月前に亡くなった父と祖母に会う夢を見る("Wrapped")。父も祖母もグロリアに生きるよう勇気づける。手術は成功し、グロリアは母親と和解する。医師らはグロリアはもう歩けないかもしれないと語るが、グロリアはリハビリに専念する。
何千通ものファンレターおよびエミリオの確固たる信念により、グロリアは自身の足で立ち上がる決意をする("Reach")。1991年、アメリカン・ミュージック・アワード授賞式で『"Coming Out of The Dark" 』を演奏し、華々しく復帰を果たす("Coming Out of the Dark")。

## 使用楽曲
| 第1幕 - "Rhythm Is Gonna Get You" — グロリア, カンパニー - "Cuando Salí de Cuba" — リトル・グロリア - "Tradición" — リトル・グロリア, グロリア, カンパニー - "Anything For You" — グロリア, レベッカ - "1-2-3" — グロリア, カンパニー - "I See Your Smile" — グロリア, エミリオ, カンパニー - "Mi Tierra" — グロリア・ファハルド, カンパニー - "Con Los Años Que Me Quedan" — ギタリスタス - "Here We Are" — グロリア, エミリオ, ギタリスタス - "Dr. Beat" † — カンパニー - "When Someone Comes Into Your Life" — ホセ, グロリア - "Conga" — グロリア, カンパニー | 第2幕 - "Get on Your Feet" — グロリア, カンパニー - "Live for Loving You" — グロリア, カンパニー - "You'll Be Mine (Party Time)" — グロリア, カンパニー - "Oye Mi Canto" — グロリア, カンパニー - "Cuba Libre" — グロリア, カンパニー - "Famous" — グロリア - "If I Never Got to Tell You" ‡ — グロリア・ファハルド, エミリオ - "Wrapped" — グロリア, リトル・グロリア, ホセ, エミリオ, カンパニー - "Don't Wanna Lose You" — エミリオ, カンパニー - "Reach" — カンパニー - "Coming Out of the Dark" — グロリア, カンパニー - "Mega Mix" - "Rhythm Is Gonna Get You" — グロリア, リトル・グロリア, カンパニー - "Oye" — グロリア・ファハルド, カンパニー - "Conga" — コンスエロ, ホセ, カンパニー - "Turn the Beat Around" — レベッカ, エミリオ, カンパニー - "Everlasting Love" — グロリア, エミリオ, カンパニー - "Get on Your Feet" — カンパニー |

- † キャスト・レコーディングには含まれない.
- ‡ グロリア作詞、娘エミリー作曲によるオリジナル曲

## 主要登場人物および出演者
| 登場人物                             | 2015年、オリジナル・ブロードウェイ・キャスト | 2017年、第1回全米ツアー・キャスト | 2017年、オランダ・キャスト                                                           | 2018年、日本キャスト    |
| ------------------------------------ | -------------------------------------------- | --------------------------------- | ------------------------------------------------------------------------------------ | ----------------------- |
| グロリア・エステファン               | アナ・ビジャファーニェ                       | クリスティ・プレイズ              | Vajèn van den Bosch                                                                  | 朝夏まなと              |
| エミリオ・エステファン               | ジョシュ・セガーラ                           | マウリシオ・マルティネス          | Jim Bakkum                                                                           | 渡辺大輔                |
| エミリオ・エステファン               | ジョシュ・セガーラ                           | マウリシオ・マルティネス          | Tommie Christiaan                                                                    | 渡辺大輔                |
| グロリア・ファハルド                 | アンドレア・バーンズ                         | Nancy Ticotin                     | Nurlaila Karim                                                                       | 一路真輝                |
| コンスエロ・ガルシア                 | アルマ・クエルボ                             | アルマ・クエルボ                  | Ellen Evers                                                                          | 久野綾希子              |
| ホセ・ファハルド                     | Eliseo Román                                 | ジェイソン・マルティネス          | Frank van Hengel                                                                     | 栗原英雄                |
| レベッカ・ファハルド                 | Genny Lis Padilla                            | Claudia Yanez                     | Sky Lemmer                                                                           | 青野紗穂                |
| リトル・グロリア                     | Alexandria Suarez                            | Amaris Sanchez                    | Éowyn Arts, Robin de Haas, Billy, Idaila, Neeltje, Yuna                              | 藤巻杏慈 リチャーズ恵莉 |
| リトル・グロリア                     | Fabi Aguirre                                 | Carmen Sanchez                    | Éowyn Arts, Robin de Haas, Billy, Idaila, Neeltje, Yuna                              | 藤巻杏慈 リチャーズ恵莉 |
| ヤング・エミリオ ナイーブ ジェレミー | Eduardo Hernandez                            | Jordan Vergara                    | Thibault van der Does, Jeshian van Doorn, Luca Orlando, Roemer Vonk, Ricardo Willems | 木村咲哉 宏田力         |
| ヤング・エミリオ ナイーブ ジェレミー | Kevin Tellez                                 |                                   | Thibault van der Does, Jeshian van Doorn, Luca Orlando, Roemer Vonk, Ricardo Willems | 木村咲哉 宏田力         |

ブロードウェイでの著名な代役
- 2017年7月10日から8月13日、エミリオ役がマウリシオ・マルティネスからエクター・リヴェラに交代し、ブロードウェイ最終週にもリヴェラが再演した[20]

## 受賞歴
| 年   | 賞                          | 部門                                   | ノミネート者 | 結果       |
| ---- | --------------------------- | -------------------------------------- | --- | ---------- |
| 2016 | トニー賞                    | 振付賞                                 | セルジオ・トルヒーヨ | ノミネート |
| 2016 | 海外批評家サークル賞        | ブロードウェイ・新作ミュージカル作品賞 | ブロードウェイ・新作ミュージカル作品賞 | ノミネート |
| 2016 | 海外批評家サークル賞        | ミュージカル脚本賞                     | アレクサンダー・ディネラリス | ノミネート |
| 2016 | 海外批評家サークル賞        | ミュージカル主演女優賞                 | アナ・ビジャファーニェ | ノミネート |
| 2016 | 海外批評家サークル賞        | ミュージカル助演女優賞                 | アンドレア・バーンズ | ノミネート |
| 2016 | 海外批評家サークル賞        | 振付賞                                 | セルジオ・トルヒーヨ | 受賞       |
| 2016 | 海外批評家サークル賞        | 衣裳デザイン賞                         | Esosa | ノミネート |
| 2016 | 海外批評家サークル賞        | 照明デザイン賞                         | ケネス・ポスナー | ノミネート |
| 2016 | ドラマ・リーグ・アワード    | ミュージカル・プロダクション賞         | ミュージカル・プロダクション賞 | ノミネート |
| 2016 | ドラマ・リーグ・アワード    | 演技賞                                 | アナ・ビジャファーニェ | ノミネート |
| 2016 | シアター・ワールド賞        | 新人賞                                 | アナ・ビジャファーニェ | 受賞       |
| 2016 | フレッド&アデル・アステア賞 | 振付賞                                 | セルジオ・トルヒーヨ | 受賞       |
| 2016 | フレッド&アデル・アステア賞 | 女性ダンサー賞                         | アナ・ビジャファーニェ | ノミネート |
| 2016 | フレッド&アデル・アステア賞 | 男性ダンサー賞                         | カルロス・E・ゴンザレス | ノミネート |
| 2016 | フレッド&アデル・アステア賞 | 男性ダンサー賞                         | Luis Salgado | ノミネート |
| 2016 | フレッド&アデル・アステア賞 | ブロードウェイ・アンサンブル賞         | David Baida, Henry Gainza, Linedy Genao, Carlos E. Gonzalez, Nina Lafarga, Omar Lopez-Cepero, Marielys Molina, Doreen Montalvo, Genny Lis Padilla, Liz Ramos, Eliseo Roman, Luis Salgado, Jennifer Sanchez, Marco Santana, Brett Sturgus, Eric Ulloa, Tanairi Sade Vazquez, Lee Zarrett | ノミネート |